# Aleksy Komnen (uzurpator)
Aleksy Komnnen (gr. Ἀλέξιος Κομνηνός, ur. 1160 w Konstantynopolu, zm. 1187) – bizantyński arystokrata, w 1185 pretendent do tronu cesarskiego.

## Życiorys
Był synem Jana Dukasa Komnena, prawnukiem cesarza Jana II Komnena. Jego starsza siostra Maria była od 1167 żoną z Amalryka I, króla Jerozolimy. W 1184 uciekł z Bizancjum do Normanów na Sycylię. Pod pretekstem udzielenia mu pomocy król Wilhelm II wysłał do Grecji latem w 1185 roku dużą armię do Grecji. W sierpniu Saloniki zostały zdobyte i tam Aleksy II został ogłoszony cesarzem (24 sierpnia). Normanowie zostali jednak pokonani nad Strymonem (7 września 1185). Następnie Aleksy Branas pokonał ich ponownie 7 listopada 1185 w bitwie pod Dimotiki. Aleksy Komnen został pojmany i oślepiony. Zmarł dwa lata później w więzieniu.